# Regionale Ökumenische Organisation
Regionale Ökumenische Organisationen (engl. Regional Ecumenical Organisations oder REOs) sind ökumenische Zusammenschlüsse von Kirchen, die einen Kontinent oder eine Weltregion abdecken.
Diese Zusammenschlüsse sind selbständige Organisationen, arbeiten aber mit dem Ökumenischen Rat der Kirchen zusammen.
Weltweit gibt es sieben solcher Organisationen, die alle Kontinente mit Ausnahme von Nordamerika abdecken (In Nordamerika nehmen die beiden Nationalen Kirchenräte von Kanada und den USA die Funktion einer Regionalen Ökumenischen Organisation wahr):
- Afrika: Konferenz der Kirchen von ganz Afrika
- Mittelamerika: Konferenz der Kirchen in der Karibik
- Asien: Christliche Konferenz Asiens
- Europa: Konferenz Europäischer Kirchen
- Südamerika: Lateinamerikanische Kirchenkonferenz
- Naher Osten: Konferenz der Kirchen im Nahen Osten
- Pazifik: Pazifische Kirchenkonferenz